# Hacıqabul
Hacıqabul (dawniej Qazıməmməd) – miasto w Azerbejdżanie, stolica rejonu Hacıqabul. Liczy 24 088 mieszkańców (dane na rok 2008). Ośrodek przemysłowy.